# Girl Guides Association of Saint Vincent and the Grenadines
La Girl Guides Association of Saint Vincent and the Grenadines (Associazione Ragazze Guide di Saint Vincent e Grenadine) è l'organizzazione nazionale del Guidismo in
Saint Vincent e Grenadine. Questa conta 1.162 membri (nel 2003). Fondata nel 1914, l'organizzazione diventa membro effettivo del World Association of Girl Guides and Girl Scouts (WAGGGS) nel 1984.